# Herman V van Baden
Herman V van Baden (circa 1180 – 16 januari 1243) was van 1190 tot 1243 markgraaf van Baden. Hij behoorde tot het huis Baden.

## Levensloop
Hij was de zoon van markgraaf Herman IV van Baden en Bertha van Tübingen. Hij huwde in 1217 met paltsgravin Irmengard aan de Rijn. Ze kregen volgende kinderen:
- Herman VI (circa 1225 - 1250), markgraaf van Baden-Baden.
- Rudolf I (circa 1230 - 1288), markgraaf van Baden-Baden.
- Machteld (overleden in 1258), huwde met graaf Ulrich I van Württemberg
- Elisabeth, huwde met graaf Everhard van Eberstein en daarna met heer Lodewijk II van Lichtenberg.

Na de dood van zijn vader in 1190 werd Herman V samen met zijn broer Hendrik I en Frederik I markgraaf van Baden. Rond 1212 beslisten de broers om het markgraafschap Baden te splitsen: Herman V werd markgraaf van Baden en Hendrik I markgraaf van Baden-Hachberg.
Toen in 1198 een machtsstrijd uitbrak over de macht van het Heilig Roomse Rijk, koos Herman V de zijde van Filips van Zwaben. Nadat Filips in 1208 vermoord werd, steunde Herman V tot in 1211 keizer Otto IV. Daarna werd hij een trouwe aanhanger van keizer Frederik II.
Herman V richtte de steden Backnang, Pforzheim en Stuttgart op. Ook stichtte hij heel wat abdijen. In 1219 zou Pforzheim de machtszetel van het markgraafschap Baden worden. 
In 1218 erfde Herman V de landgoederen van de hertogen van Zähringen, omdat hun dynastie was uitgestorven. Ook kon hij vanaf 1227 aanspraak maken op Brunswijk. Ook kreeg Herman de titels graaf van Ortenau en Breisgau. Als lid van de entourage van keizer Frederik II reisde Herman V ook vaak door Duitsland en Italië. Tevens vocht hij mee bij de Vijfde Kruistocht en de Zesde Kruistocht. Bij de Vijfde Kruistocht werd Herman V in 1221 in Egypte krijgsgevangen genomen. Ook nam Herman V in 1241 deel aan de Slag bij Liegnitz tegen de troepen van het Mongoolse Rijk.
In 1243 stierf Herman V, waarna hij begraven werd in de abdij van Backnang.